# Elity Urartu

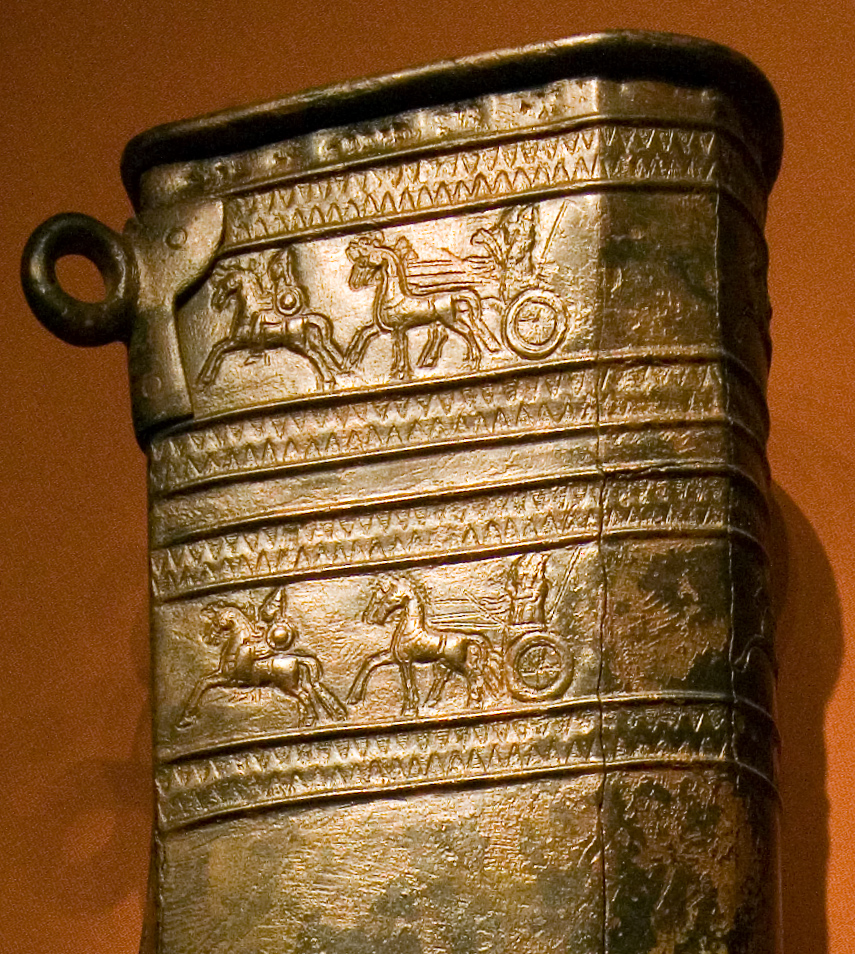
Fragment kołczanu Sarduriego II, przedstawiający powożących rydwanami i jazdę urartyjską

Elity Urartu – mniejszościowa grupa społeczeństwa Urartu, starożytnego państwa, istniejącego w XIII–VI wieku p.n.e. na terenie współczesnych Turcji, Iranu i Armenii, dominująca pod względem posiadanej władzy politycznej, wojskowej i ekonomicznej, wywierająca wpływy na kształt państwa, wynikające z racji urodzenia, posiadanych przywilejów i bogactw. W Urartu, podobnie jak w innych cywilizacjach starożytnego Bliskiego Wschodu, na czele elity stał władca i dynastia panująca wraz z aparatem najwyższych dostojników państwowych. 

## Źródła do badań
Istnienie elity urzędniczej Urartu poświadczone zostało w źródłach urartyjskich i w pisanych źródłach Asyrii – sąsiada i rywala Urartu na bliskowschodniej arenie geopolitycznej. Zachowane źródła są fragmentaryczne, stąd dokładna rekonstrukcja hierarchii i kompetencji jest utrudniona.
Źródła urartyjskie to głównie inskrypcje królewskie, które powstawały z rozkazu władcy i dotyczyły przede wszystkim jego działalności. Nieliczne wzmianki o urzędnikach nie zawierają ich imion, jednak zachowane treści pozwalają na ustalenie trzech grup funkcjonariuszy, przy czym podział ten nie jest statyczny, bo urzędnik mógł łączyć atrybuty kilku grup lub należeć tylko do jednej:
- urzędnicy działający w aparacie centralnym,
- gubernatorzy – wyznaczeni przez króla lokalni namiestnicy prowincji,
- dowództwo wojskowe i elitarne formacje wojskowe.

Informacje o urzędnikach z grupy pierwszej poświadczone zostały na ponad dwudziestu tabliczkach glinianych, kilku pieczęciach cylindrycznych i ich odciskach na dekretach z Bastam, Karmir Blur, Ajanis, Toprakkale. Ta grupa zabytków zawiera teksty dekretów królewskich, korespondencję króla z urzędnikiem oraz inwentarze. Zachowała się inskrypcja logograficzna, na podstawie której częściowo można określić funkcje urzędnicze.
Najstarsza wzmianka o gubernatorach znanych z imienia pochodzi z urartyjskiej inskrypcji czasów panowania Menui (810–786 p.n.e.). Inny namiestnik wymieniony został w inskrypcji z Elazığ króla Sarduriego II (764–735 p.n.e.). Kilkadziesiąt asyryjskich listów wywiadowczych epoki Sargona II (722–705 p.n.e.) wzmiankuje – w tym z imienia – o lokalnych urartyjskich dowódcach wojskowych i zarządcach prowincji. W kontekście badań nad tą korespondencją z VIII wieku p.n.e. usiłuje się ustalić zarówno pełne kompetencje wspomnianych urzędników, jak i lokalizację niektórych ziem.

## Aparat centralny
Fragmentaryczność źródeł urartyjskich, poświadczających nazwy urzędów aparatu centralnego, nie pozwala w pełni ustalić kompetencji poszczególnych urzędników, można je określić tylko w przybliżeniu:
- lúA.ZUM-li (dawn. lúA.NIN-li) – nazwa pojawia się też na pieczęciach cylindrycznych i dawniej uważano, że to następca tronu, po weryfikacji jednak stwierdzono, że to wysoki dostojnik państwowy, który może rozkazywać pozostałym urzędnikom. Nie wykluczone, że tak honorowano członków rodziny królewskiej ze względu na typowo królewskie imiona, współwystępujących z tytułem. lúA.ZUM-li mógł zastępować króla podczas przebiegu państwowych obrzędów religijnych czy w nadzorze nad pracami irygacyjnymi. W schyłkowym okresie istnienia Urartu tytuł ten mógł posiadać Erimena,
- lúIGI.LÁ – nadzorca,
- lúKÙmeš / lúKUGmeš – posiadacz majątku, jednak nie można określić jego kompetencji,
- LÚ É.GAL – pracownik pałacowy,
- lúNA4.DIB – wędrowny biurokrata,
- lúNÍG.ŠID (też lúNÍG.KA9) – urzędnik, mający powiązania z finansami[3].

## Gubernatorzy prowincji
W inskrypcjach Menui wymieniony został Titia, należący być może do najbliższej rodziny królewskiej. O jego królewskich prerogatywach i pozycji w Urartu świadczy to, że od jego imienia pochodzi nazwa miasta Titiaḫinili, którego mógł być założycielem i które istniało jeszcze kilka stuleci później: nazwa została poświadczona w inskrypcjach Rusy II (685–639 p.n.e.). Drugim, znanym z imienia gubernatorem prowincji Urartu, był Zaiani, wymieniony w insrypcji z Elaziğ czasów Sarduriego II. Namiestnik z ramienia króla rządził na zachodzie Urartu w prowincjach Arme, Ḫašime Melid, Niḫrii i Qumaha.
Zgodnie z asyryjskimi listami wywiadowczymi czasów Sargona II gubernatorzy rządzili w prowincjach ze swoich ufortyfikowanych rezydencji, położonych w strategicznych miejscach, często na pograniczach. Zdarzało się, że ich stolice obierano na tymczasowe rezydencje władcy. Namiestnicy byli podporządkowani bezpośrednio królowi, niemniej zachowywali też nieznaczną autonomię – głównie ze względu na warunki geograficzne i meteorologiczne, w jakich istniało państwo Urartu. Odpowiedzialni byli za zabezpieczenie granic państwa i zapewnienie obsady garnizonów na wypadek inwazji. Znaczenie namiestników mogło wzrosnąć do tego stopnia, że podczas kryzysu w państwie ogłaszali nowego króla lub brali udział w przewrocie pałacowym.

## Dowództwo wojskowe
Źródła urartyjskie bezpośrednio nie zawierają informacji na temat struktury armii. Prawdopodobnie do elity należały formacje rydwanów (mare) i kawalerii. Powożący rydwanami stanowili najmniejszą grupę (1%) składu wojska urartyjskiego. Inskrypcja z Toprakkale sugeruje, że mare byli obsadzani przez arystokrację pałacową, a inskrypcja z Karmir Blur – że prawdopodobnie mieli rangę na tyle wysoką, że brali udział w rytuałach składania ofiar w świątyni susi. W kawalerii służyła arystokracja, prawdopodobnie określana terminem šurale. O przynależności do warstwy arystokratycznej jazdy świadczy, na przykład, wzmianka w Liście do boga Aszura Sargona II o pojmanych przez Asyryjczyków dworzanach urartyjskich wraz z ich końmi.
Naczelnego dowódcę armii Urartu źródła asyryjskie określają terminem turtānu. Z imienia wymieniono dwóch: Kaqqadanu z czasów Sargona II i Andarię z czasów Aszurbanipala (669–627 p.n.e.). Prawdopodobnie obaj turtānu mieli w swoich rękach też kompetencje gubernatora prowincji urartyjskich. Pod koniec VIII wieku p.n.e. Kaqqadanu był naczelnym dowódcą w prowincji Waisi i brał udział w walkach przeciwko Kimerom w krainie Musasir. Wiadomo, że został pojmany. Miał swojego zastępcę Urṣene, tytułowanego turtānu šaniu. Andaria około 657 roku p.n.e. zaatakował bez powodzenia dwie stolice asyryjskie w prowincji Subartu – Uppumu i Kullimeri. Został pojmany, stracony, a jego głowę wysłano do Niniwy.